# 金森だいすけ
金森 だいすけ（かなもり だいすけ）は、日本の男性俳優、声優、MC。スリートゥリー所属。愛知県出身。朝劇明大前副主宰。

## 人物
幼稚園の頃、子役オーディションを受けたことがあり、そこで世の中に芸能というものがあるのを知った。しかし、自分は自営業の家業を継ぐもので進路は決まっていると思っていたので、目指そうとは思わなかった。
ところが、小学生の頃に、家業が休業した為、自分のやりたい事を考えはじめ探すようになった。
小学生の頃は、水泳教室へ行いながら、ソフトボールのチームに所属していた。ポジションはピッチャーとファースト。中学生は、水泳を続けながら、野球部に所属していた。ポジションは外野手。左打者だった。
高校生の頃は、野球部がなかったので運動部から一転して、吹奏楽部に所属。バストロンボーンを所持し、演奏していた。（愛知万博イベント演奏出演者）
日本福祉大学在学中、杉山邦博氏の講義を受け、きれいな日本語を話す姿に感動し、表舞台裏舞台問わず、日本語を伝える芸能関係の仕事を目指すようになった。その為、俳優業・声優業以外にもディレクター業も行っている。
児童演劇の経験から、全国各地で小学生向け歌舞伎ワークショップのメインMCや体感型脱出ゲームのMCも行っている。また、歌舞伎ワークショップのMCをきっかけに、附け打ちを習っている。
2020年より家族の交通事故による後遺症の現状を伝えるため、東京都内を中心に交通安全教育活動も積極的に行っている。
俳優・声優共に、主役より個性的な脇役の演技を担当することが多い。

## 出演作品

### 吹き替え
- ガーディアン(GUARDIANS)
- ニルスのふしぎな旅 前編＆後編　（モルテン）
- ヴァンプス/ＶＡＭＰＳ
- ファンタズムⅤ（兵・無線）
- テリファー (ラモン)
- シャーロック・ホームズの大追跡 (ウルフ)
- インアプリ ぼくたちスマホのけいさつかん（ロケットアプリ）
- U・ボート　オペレーション・シーウルフ（無線兵）
- テリファー 終わらない惨劇（ジェフ）
- セイフハウス ー安全地帯ー（マリオ、アロンゾ）
- アンデッド刑事　野獣捜査線 （警官、研究者  他）
- MYTHICA ミシカ：帝王の逆襲
- 本物（チンチャ）が現れた！
- 南拳宗師 ライズ・オブ・フィスト
- ツイスタースーパー・ストーム（カーン）
- テリファー 0　（ハリー、ネイト）
- テリファー　聖夜の悪夢

### テレビアニメ
- 真・ストレンジプラス（瀬戸川）

### ボイスオーバー
- 激怒-RAGEAHOLIC（警察無線）

### ゲーム
- 泣きたいあなたの為のクッキー（パパ）

### 舞台
- 『ドラゴンクズスト』（プレイヤー）
- 『眼を覚ませニーズヘッグ！』（主演　タニムラ・ニーズヘッグ）
- 『僕の街、君の街』 （グリーン）
- オペラもどき・贋作『セチュアンの善人』（ユウキ）
- 『再生-集団訴訟2011-』（運動員）
- 『ビンワン〜ここは楽園 あっちは田園〜』（小林・ジャンバルジャン）
- 『うそつきピョン吉』（ディレクター）
- 『はじめに見えたもの』（医者・洋服屋）
- 『ごんぎつね』（魚屋の太助）
- 『舞台「赤毛のアン」〜みどりやねの朝〜』（チャーリー）
- 劇団モンキー☆チョップ本公演　第十一劇　『イレブン』
- 演宴会×演劇部。コングラッチェ!!　『Playing Family』
- 演宴会×演劇部。コングラッチェ!!　オムニバスコメディー『USEDメモリ』
- Project 〆KIRI♯4 「フカフカがーる」(会社員）
- 神田時来組『大改訂版!!そして龍馬は殺された〜幕末モンだけどアルゼンチンタンゴから歌謡曲までなんでも使ってもいいよね〜』（瓦版男）
- 演宴会×演劇部。コングラッチェ!!　『絵本の国のアリス‐セカンドシーズン‐』
- 『星空に吠えろ！トランペット！』（ジャームス）
- 演宴会×演劇部。コングラッチェ!!　『ワンライフしたらば』（オーナー）
- 演宴会×演劇部。コングラッチェ!!　『鈴の音の鳴る夜の物語』（父）
- フェイクシェイクスピア『恋の骨折り損』（ナバール国王）
- 朝劇渋谷　『バトル・コンプレックス』
- フェイクシェイクスピア『ヴェニスの商人』（ランスロット）
- フロアトポロジー第8回公演「SUGAR  WORKS」（園原誠治）
- 演宴会×演劇部。コングラッチェ!!　『夏に咲く華』（翔太）
- 朝劇明大前 『GoodTimeLove』
- 演宴会×演劇部。コングラッチェ!!　『LINKS』（アダム）
- 『ミュージカル・とべないホタル』(平太)
- 『ミュージカル・オズの魔法使い』(ライオン)
- フリスティエンターテインメント『ミライは僕等の手の中』(阿修羅千手丸)

### 朗読劇
- リーディングライブKOKORO　In　横浜（いのちのうた　語り　他）
- ２０２２平和公演「生きる・・・明日へのステップ」（靴屋のタスケ　他）
- 朗読劇　陰陽師　（源 博雅)
- 戦争と平和を考える朗読公演「つなぐ～あの日の記憶」２０２３　さよなら、アルマ　戦場に送られた犬の物語（語り　他）
- INISHIE～古～壱の巻　「ふしぎごと」（謀りごと　余助）
- 村崎羯諦作品集（２２）　（電車売りの男　語り 他）
- 目隠し朗読劇　ライデンシャフト夏祭り
- 朗読劇　陰陽師Ⅱ（赤鬼）
- リーディングライブ　オトメボックスVol.5　（越谷 他）
- グリムプリンセスストーリー　（グリム親父）

### 一人芝居
- マンションの一室で
- 冥界にて
- 森の中の大きな湖で
- コア・コンディション・インターフェイス・チップ
- スペース・ウォーズ　エピソード-ニック
- 約束の場所で
- 紙飛行機が飛んでくるだけのお話

### 映画
- 名古屋MEN'S物語

### CM
- 洗たくマグちゃん（大学生）